# 伊藤誓
伊藤 誓（いとう ちかい、1951年 - ）は、英文学者、専攻はイギリス小説、首都大学東京名誉教授。
東京教育大学大学院英文学専攻修士課程修了。京都教育大学、東京学芸大学、大妻女子大学を経て、旧・東京都立大学助教授、教授、2012年より首都大学東京人文科学研究科教授。定年退任し名誉教授。

## 著書
- 『ロレンス文学のコンテクスト』金星堂 1988年
- 『スターン文学のコンテクスト』法政大学出版局 1995年
- 『〈ノヴェル〉の考古学　イギリス近代小説前史』法政大学出版局 2012年

## 翻訳
- デイヴィッド・ロッジ『バフチン以後 <ポリフォニー>としての小説』法政大学出版局 1992年 叢書・ウニベルシタス
- フレッド・イングリス『メディアの理論 情報化時代を生きるために』磯山甚一共訳 法政大学出版局 1992年 叢書・ウニベルシタス
- エリック・リード『旅の思想史 ギルガメシュ叙事詩から世界観光旅行へ』法政大学出版局 1993年 叢書・ウニベルシタス
- マイケル・ホルクウィスト『ダイアローグの思想 ミハイル・バフチンの可能性』法政大学出版局 1994年 叢書・ウニベルシタス
- ノースロップ・フライ『大いなる体系 聖書と文学』法政大学出版局 1995年 叢書・ウニベルシタス
- バーバラ・アダム『時間と社会理論』磯山甚一共訳 法政大学出版局 1997年 叢書・ウニベルシタス
- アンガス・フレッチャー『思考の図像学 文学・表象・イメージ』法政大学出版局 1997年 叢書・ウニベルシタス
- J・ヒリス・ミラー『読むことの倫理』大島由紀夫共訳 法政大学出版局 2000年 叢書・ウニベルシタス
- ジョージ・スタイナー『言葉への情熱』法政大学出版局 2000年 叢書・ウニベルシタス
- ロバート・バートレット『ヨーロッパの形成　1950年-1350年における征服・植民・文化変容』磯山甚一共訳 法政大学出版局 2003年 叢書・ウニベルシタス
- デーナ・R.ヴィラ『政治・哲学・恐怖 ハンナ・アレントの思想』磯山甚一共訳 法政大学出版局 2004年 叢書・ウニベルシタス
- ルイス・ハイド『トリックスターの系譜』磯山甚一・坂口明徳・大島由紀夫共訳 法政大学出版局 2005年 叢書・ウニベルシタス
- ヴォルフガング・イーザー『解釈の射程 〈空白〉のダイナミクス』法政大学出版局 2006年 叢書・ウニベルシタス
- ジョージ・スタイナー『私の書かなかった本』磯山甚一・大島由紀夫共訳 みすず書房 2009年
- アンガス・フレッチャー『アレゴリー　ある象徴的モードの理論』白水社 2017年。解説高山宏